# Vladas Terleckas
Vladas Terleckas (*  13. September 1939 in Krivasalis bei Saldutiškis, Rajongemeinde Ignalina; † 6. September 2024 in Vilnius) war ein litauischer Politiker.

## Leben
Von 1946 bis 1951 lernte er in Krivasalis und von 1951 bis 1958 in Linkmenys bei Ignalina. 1958 und 1959 versuchte er zur Vilniaus universitetas (VU) und zur Vilniaus pedagoginis institutas zu gelangen, aber wegen der antisowjetischen Tätigkeit seines Bruders Antanas Terleckas (1928–2023) wurde er nicht aufgenommen, obwohl er die Aufnahmeprüfungen gut bestand.
Von 1959 bis 1961 arbeitete er in Kasachstan und Karelien. Von 1961 bis 1966 absolvierte er ein Diplomstudium der Wirtschaft und des Bankwesens an der VU. Ab 1967 lehrte er am Finanz-Lehrstuhl der VU. 1976 promovierte er in Leningrad am Finanzwirtschaftsinstitut.
Von 1991 bis 1993 war er Berater der Lietuvos bankas und von 1990 bis 1992 Mitglied im Seimas.

## Auszeichnungen
- 1999 und 2012: Vladas-Jurgutis-Preis, Vorstand von Lietuvos bankas